# Tashilhunpo
Het Tashilhunpo klooster werd in 1447 gebouwd in Shigatse, Tibet. Het klooster bevindt zich op een heuvel in de stad en de naam betekent in het Tibetaans "alle geluk en voorspoed zijn hier verzameld". Het klooster is de traditionele zetel van de pänchen lama, de tweede tulku linie binnen de gelugschool van het Tibetaans boeddhisme. Het is een belangrijke bestemming voor pelgrims in Tibet.
Het klooster werd oorspronkelijk gebouwd door Gendün Drub, de eerste dalai lama en gefinancierd door de lokale adel. Later is het klooster door Lobsang Chökyi Gyaltsen, de 4e pänchen lama, sterk uitgebreid. Sindsdien is het de zetel voor de pänchen lamas geworden. Gyancain Norbu die volgens de Chinese overheid de 11e pänchen lama is, woont hier. Het klooster is te bereiken via drie steile trappen. De linker trap is voor het binnengaan van de tempel, de middelste trap voor de pänchen lama en dalai lama en de rechter trap is voor het verlaten van de tempel.
In 1972 werd een ander klooster genaamd Tashilhunpo in Bylakuppe in het zuiden van India gebouwd door Tibetaanse vluchtelingen.
Tashilhunpo staat sinds 1961 op de lijst van culturele erfgoederen in de Tibetaanse Autonome Regio.

Tashilhunpo
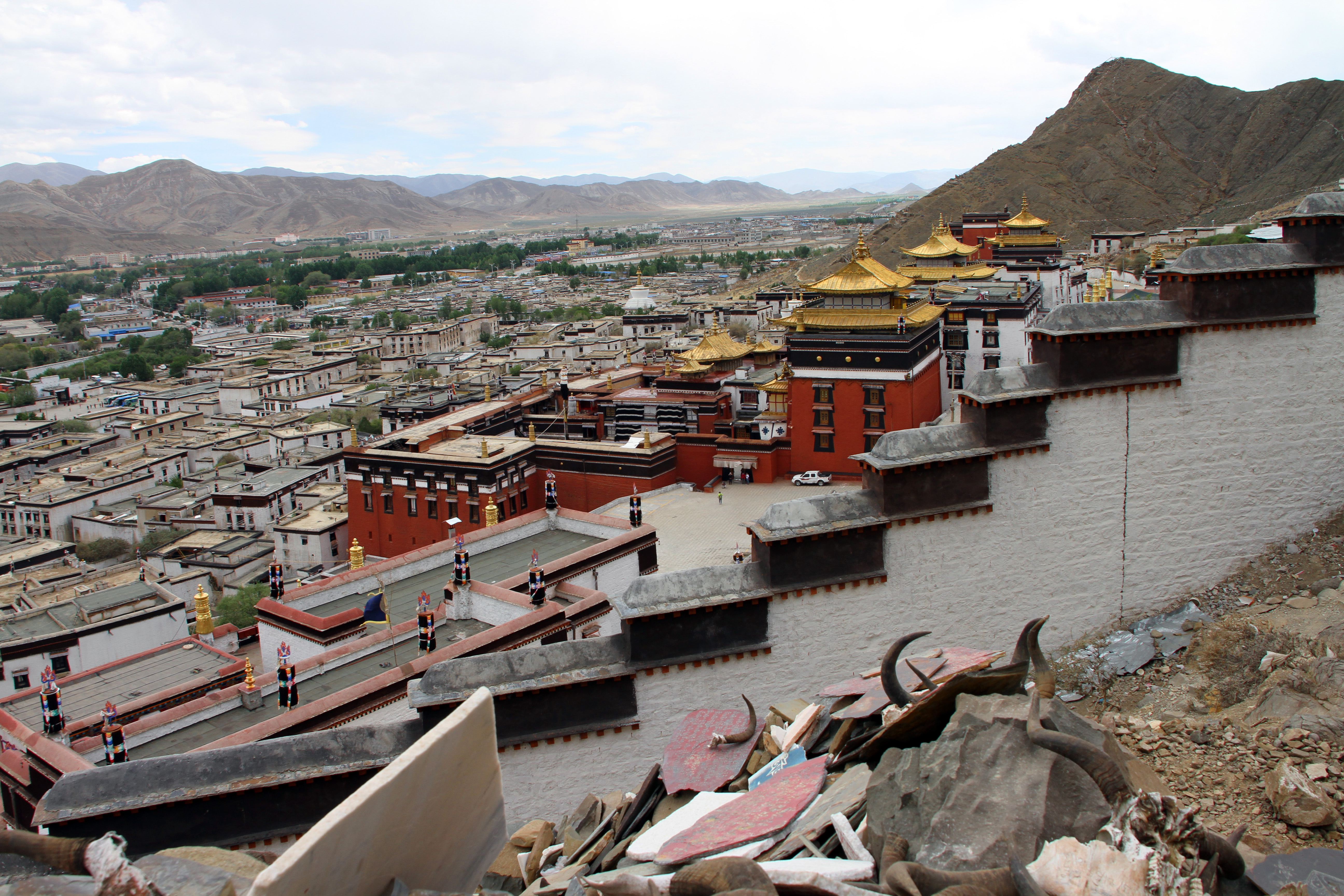
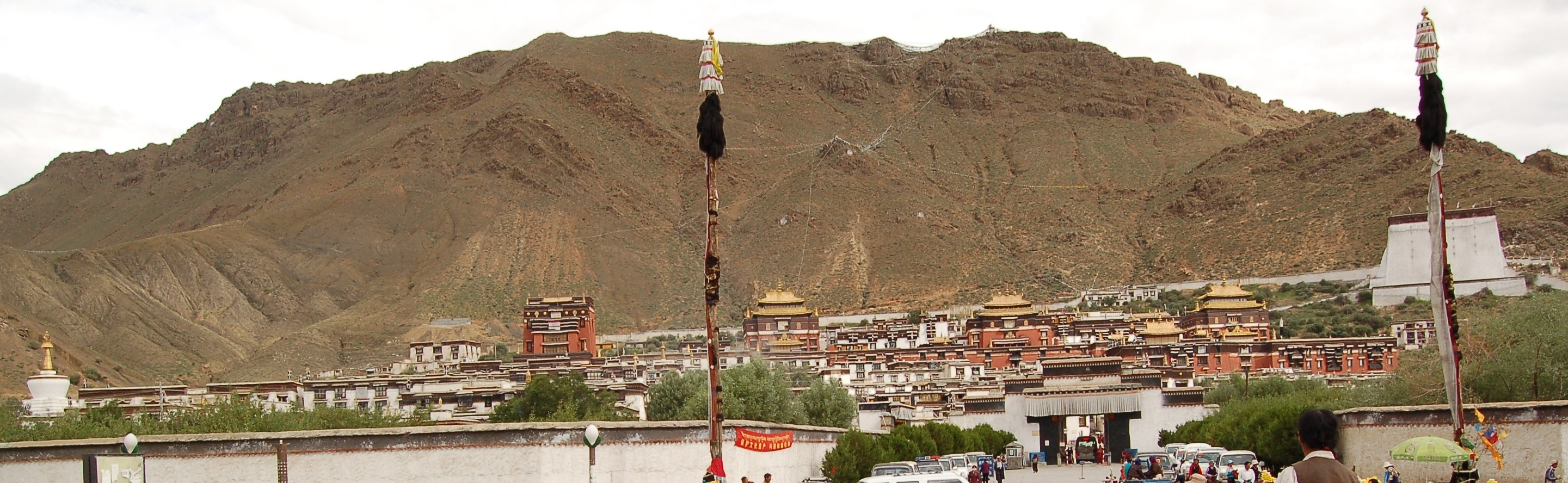
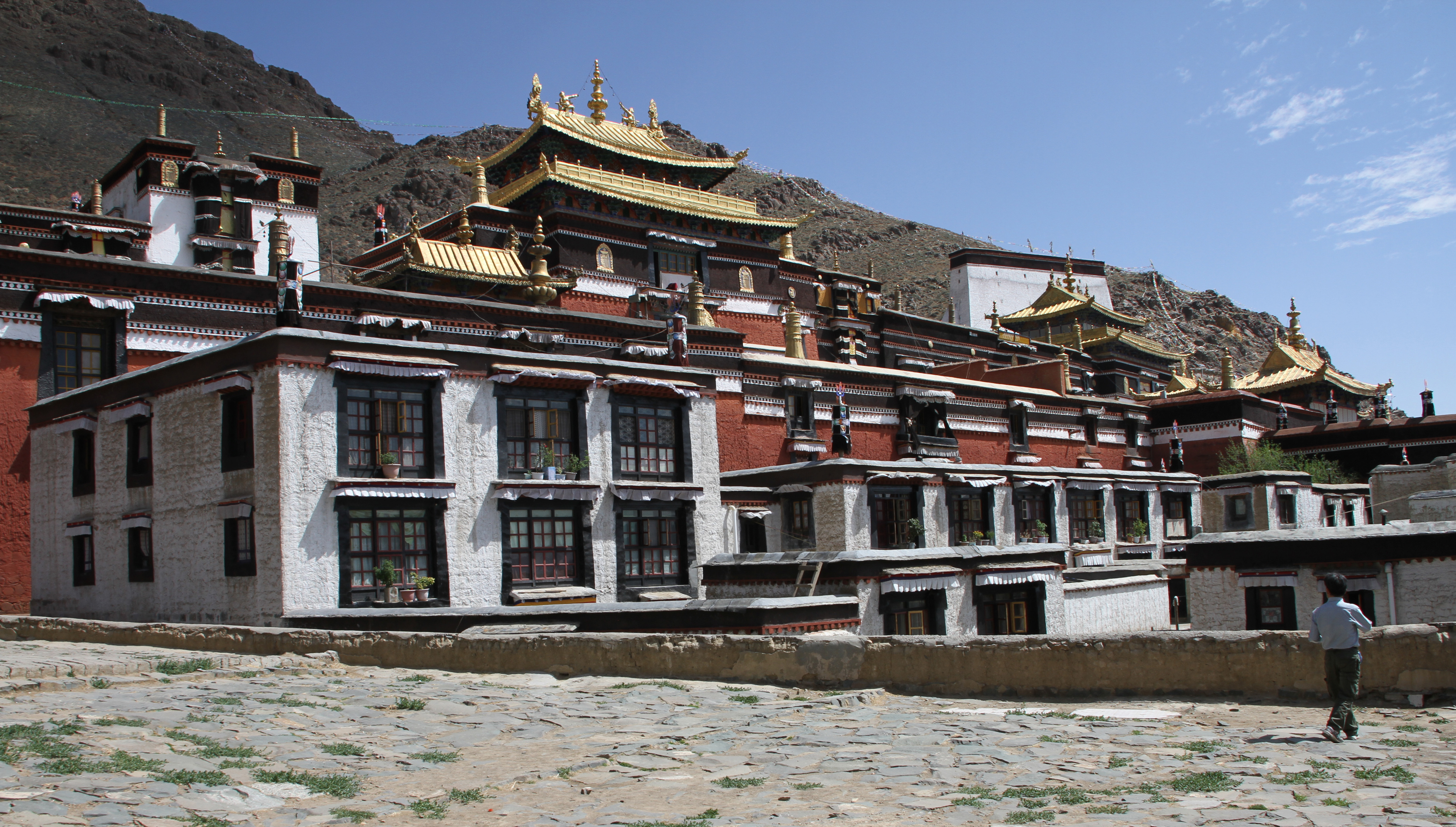
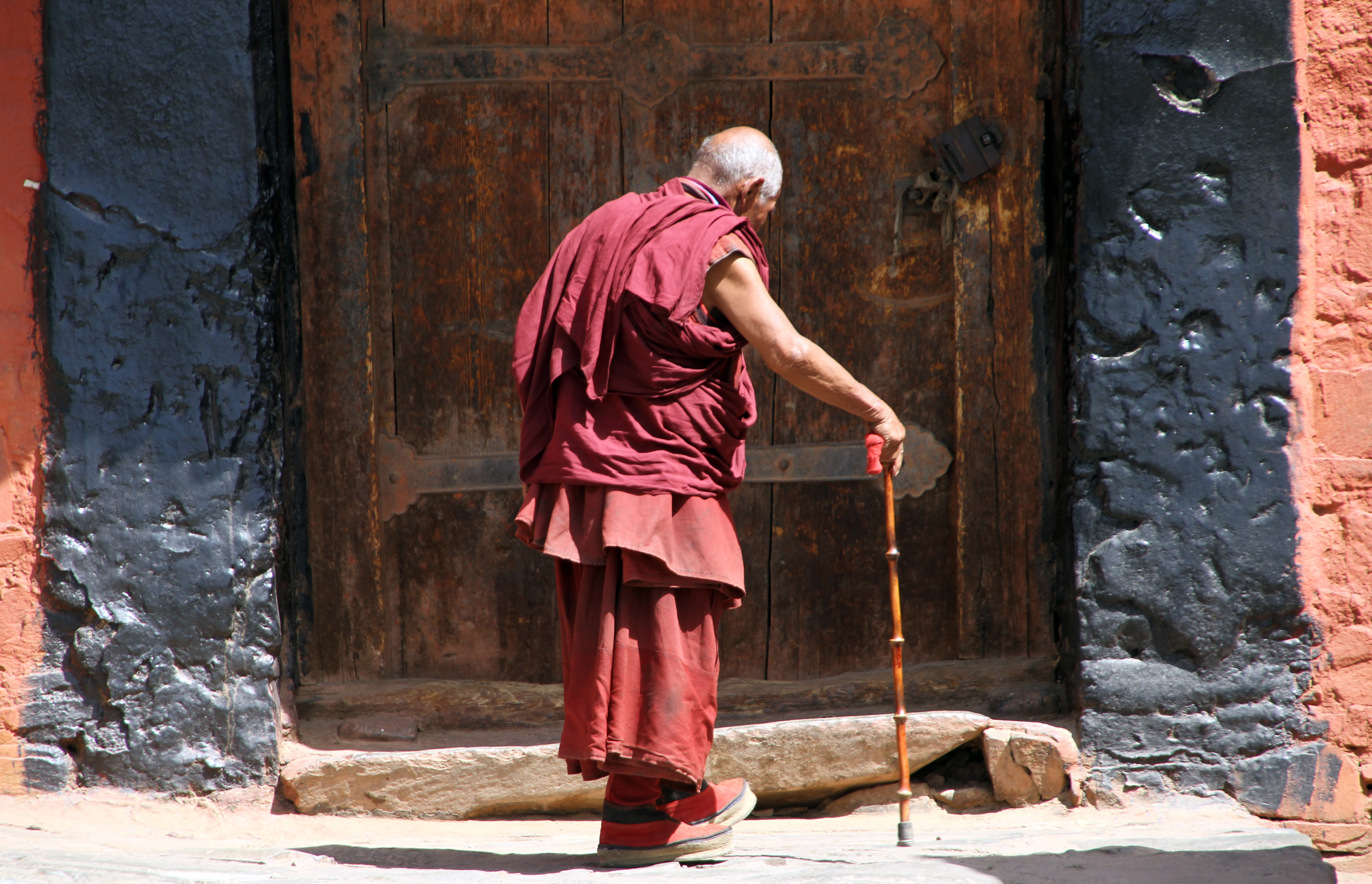
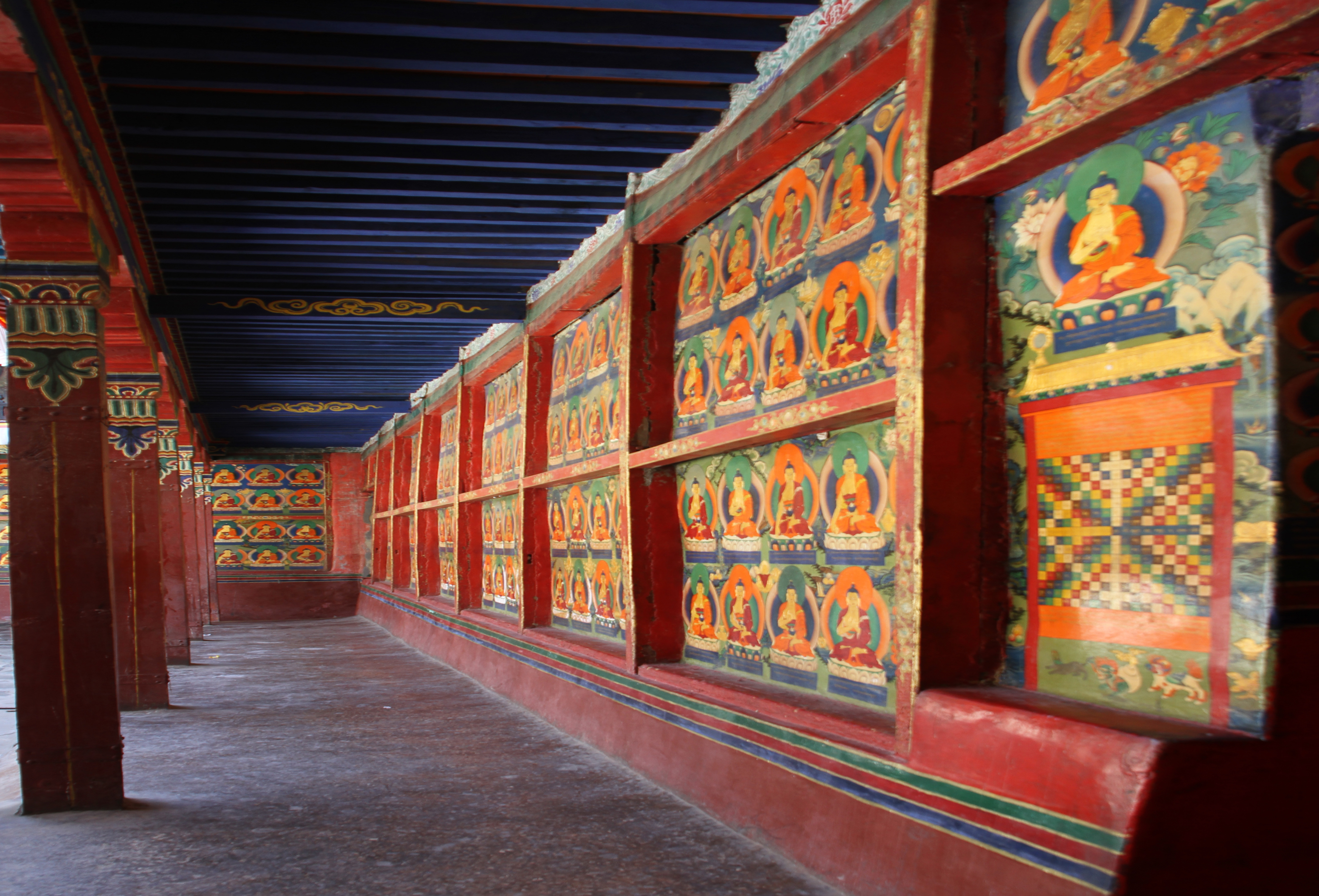
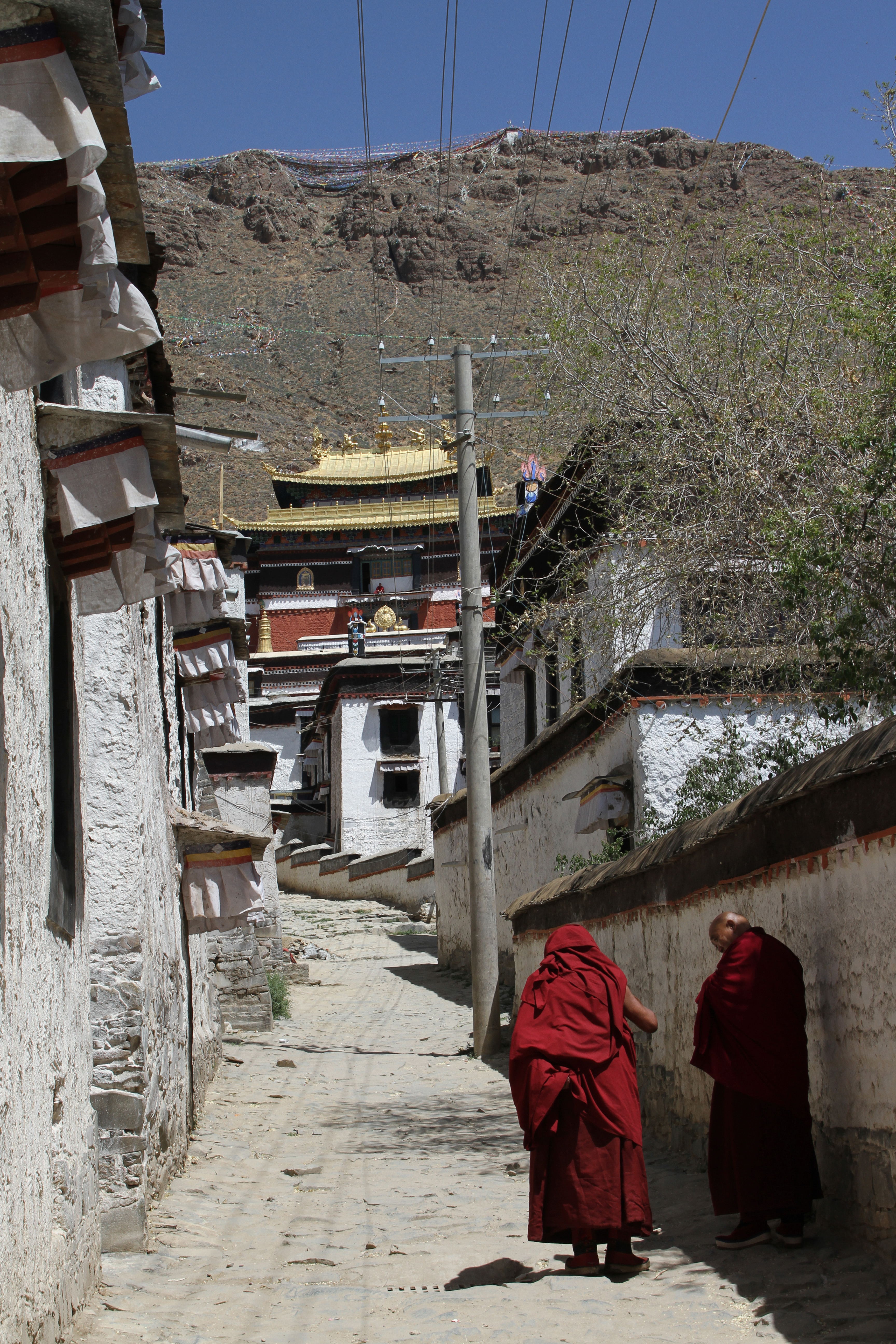